# M/S Öresund
M/S Öresund var en svensk passagerarfärja som körde rutten mellan Köpenhamn och Malmö från 1960. Färjan såldes 1980 till Stockholm för ombyggnad till kryssningsfartyg och vas åter i trafik 1982 på kryssningar under svensk flagg fram till 1985. Hon sedan såld till Nassau för kryssningar på Galapagos, flyttades till Ecuador år 2000 och blev slutligen skrotad 2010.

## Historik
Fartyget levererades 16 juni 1960 och sattes i trafik på Öresund för Svenska Rederi AB Öresund och körde rutten Köpenhamn - Malmö fram till 1980. Då såldes fartyget till Ångfartygs Ab Saltsjön - Mälaren, Stockholm och byggdes om av Nicoverken i Göteborg till kryssningsfartyg och började sättas in på olika kryssningar 1982 fram till 1985 då fartyget lades upp.
Därefter såldes fartyget till Dry Cargo Sh Ltd i Nassau på Bahamas och gick senare på kryssningar på Galapagos för Lindblad Travel i New York.  År 2000 fick fartyget hemmahamn Guayaquil och seglade därefter under ecuadoriansk flagg.
Fartyget såldes 2010 för skrotning i Ecuador.